# Bidu Sayão
Bidu Sayão (Balduína de Oliveira Sayão) (Itaguaí , 11 de mayo de 1902 - Lincolnville, Maine, Estados Unidos, 12 de marzo de 1999) fue una soprano de coloratura brasileña.

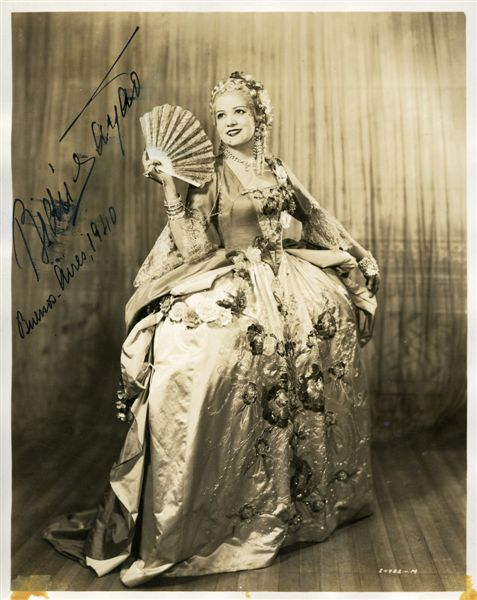
Bidu Sayão en el personaje de Manon de Massenet, en la temporada 1940 del Teatro Colón de Buenos Aires.

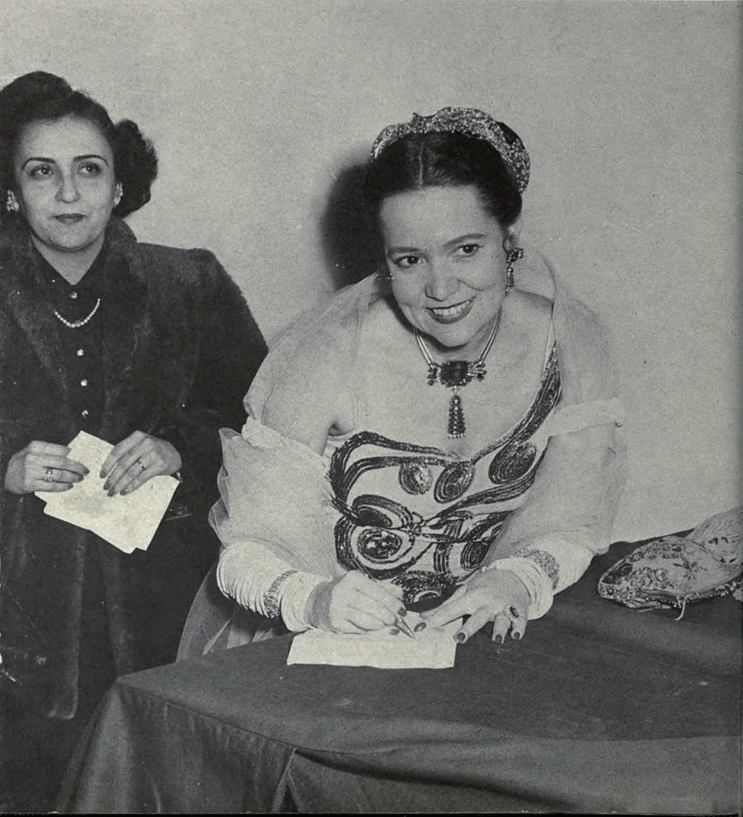
Bidu Sayão durante una visita a la Universidad de Míchigan. (c.1953)

## Biografía
Apodada el ruiseñor brasileño, diminuta y elegante poseía una voz de soprano flexible y clara que la hizo indispensable en los personajes juveniles así como en La Traviata, Rigoletto y otros roles del bel canto italiano además de Julieta de Romeo y Julieta de Gounod, su papel por excelencia.
Comenzó sus estudios en Río perfeccionándose en Niza y Rumania con su maestra Elena Teodorini y el legendario Jean de Rezske. 
Cantó en Rumania, Roma, La Scala, Génova, San Remo, París, Lisboa y en su país como Lakmé, Lucía, Rosina y la heroína de Il Guarany de Gomes, la ópera nacional del Brasil.
Una de las sopranos favoritas del Metropolitan Opera de New York donde debutó triunfalmente como Manon de Massenet en 1937 sucediendo a la gran soprano española Lucrecia Bori. 
En el viejo Metropolitan de la Calle 39 cantó más de 200 funciones hasta 1952 como Mimi, Gilda, Zerlina, Susanna, Violetta, Adina, Norina y Melisande.
También en San Francisco, el Teatro Municipal de Río y Sao Paulo (entre 1926 y 1946) y el Teatro Colón de Buenos Aires donde cantó en Rigoletto, El barbero de Sevilla, La Traviata, Manon, Lucia di Lammermoor e Il Re de Giordano en 1929, 1939 y 1940.
Se retiró abruptamente en 1957 en la plenitud de sus medios con La damoiselle elue de Debussy, la misma obra con que debutó en 1937 en Carnegie Hall dirigida por Arturo Toscanini quien la llamaba "la piccola brasiliana".
Fue la intérprete preferida del compositor Heitor Villa-Lobos con quien mantuvo una colaboración artística de más de 35 años, para ella compuso la cantinela (aria sin palabras) de las Bachianas brasileiras inmortalizada en un registro dirigido por él mismo y la cantata Foresta del Amazonia. 
Figura legendaria en Brasil, en su homenaje se celebra el Concurso Internacional de Canto Bidu Sayão. En 1995 retornó a Brasil para ser homenajeada en el Carnaval de Río.
Estuvo casada con el empresario Walter Mocchi (1870-1955) entre 1929 y 1935 y luego con el barítono italiano Giuseppe Danise (1883-1963).

## Discografía de referencia
- Debussy: La demoiselle élue — Opera Arias / Leinsdorf
- Donizetti: L'elisir D'amore / Sayao, Tagliavini, Antonicelli
- Heritage Bidu Sayao - Bachiana Brasileira No 5 / Villa-Lobos
- Massenet: Manon/ Sayao,Rayner, Abravanel
- Verdi: Rigoletto/ Sayao, Bjorling, Warren, Antonicelli
- Donizetti: Don Pasquale / Sayao, Martini, Baccaloni, Valentino / Gennaro Papi